# 빅오션ENM
주식회사 빅오션ENM(영어: BIG OCEAN ENM)은 드라마 제작사인 슈퍼문픽쳐스, 영화 제작사인 곰픽쳐스, 음반 및 공연 기획 제작사인 더그루브컴퍼니가 2020년 합병하여 출범한 기업이다.

## 역사
2020년 8월 6일에 슈퍼문픽쳐스, 곰픽쳐스, 더그루브컴퍼니를 합병하여 설립되었다.

## 소속 아티스트

### 배우
- 유하준
- 이세창
- 장명갑

### 가수
- 크라운 제이
- 장한별
- 문종업
- iii